# Лајман (Небраска)
Лајман (енгл. Lyman) град је у америчкој савезној држави Небраска.

## Демографија
По попису из 2010. године број становника је 341, што је 80 (-19,0%) становника мање него 2000. године.
| Група             | 2000.       | 2010.       |
| Белци             | 266 (63,2%) | 199 (58,4%) |
| Афроамериканци    | 0 (0,0%)    | 0 (0,0%)    |
| Азијати           | 6 (1,4%)    | 1 (0,3%)    |
| Хиспаноамериканци | 145 (34,4%) | 141 (41,3%) |
| Укупно            | 421         | 341         |